# Hearts and Flowers (film 1914 Cosmos)
Hearts and Flowers è un film muto del 1914 diretto da Joseph A. Golden.
Il ruolo di Martha è interpretato da Mrs. Thomas Whiffen, ovvero Blanche Whiffen, un'attrice teatrale di origine inglese che, nella sua carriera, interpretò solo due film.

## Trama
Nel New England, Joseph Landers, stufo di stare in campagna, abbandona la casa dei genitori per andare in città lasciandosi dietro una miriade di debiti. Per coprirli, il vecchio Giacobbe è costretto a ipotecare la fattoria. Landers poi muore e sua moglie Martha non riesce neanche a salvare la terra. Scrive allora al figlio chiedendo aiuto, ma questi non le risponde mai. In città, Joseph ha fatto fortuna ed è diventato un ricco uomo d'affari, fidanzato a Elsie, una bella ragazza appartenente alla buona società. Vergognandosi della madre, dice alla fidanzata che i suoi sono tutti morti.
Martha, in città, trova lavoro come donna delle pulizie proprio nel palazzo dove lavora Joseph. Lì, conosce Elsie che, nel frattempo ha sposato Joseph, e le due donne fanno amicizia. Un giorno, Martha si ammala. Elsie la va a trovare a casa e la cura. Poi, con una scusa, la porta a casa sua. Joseph, al vedersi improvvisamente Martha davanti, non riesce a non esclamare "Madre!". Elsie, avendo capito di essere stata ingannata dal marito, vorrebbe lasciarlo. Ma Martha la convince a perdonare e la famiglia si ricompone.

## Produzione
Il film fu prodotto dalla Cosmos Feature Film Corporation.

## Distribuzione
Distribuito dall'Alliance Films Corporation, uscì nelle sale cinematografiche USA il 30 novembre 1914.